# Stacey Waaka
Stacey Jamie Aroha Kirsten Waaka (nome de casada Fluhler; 3 de novembro de 1995) é uma jogadora de rugby union neozelandesa, bicampeã olímpica no rugby sevens.

## Carreira
Ela estreou pelo Black Ferns em 2015, mesmo ano em que seu irmão Beaudein Waaka fez sua estreia no torneio masculino. Integrou a Seleção Neozelandesa de Rugby Sevens Feminino nos Jogos Olímpicos de Verão de 2020 em Tóquio, quando conquistou a medalha de ouro após derrotar a equipe francesa na final por 26–12.